# Jo Knümann

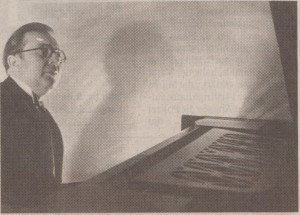
Jo Knümann

Josef Bernhard Knümann (* 11. Februar 1895 in Gelsenkirchen; † 25. Dezember 1952) war ein deutscher Pianist und Komponist von Unterhaltungsmusik.

## Leben
Nach erstem Klavier- und Geigenunterricht in der Musikschule seines Vaters Bernard Knümann trat er bereits mit 9 Jahren unter dem Künstlernamen „Wilhelmy“ öffentlich auf und unternahm mit 11 Jahren erste Konzertreisen ins Ausland. 1909 kam er an die Musikhochschule Köln und studierte Klavier bei Carl Friedberg und Komposition bei Ewald Strässer. 1913 wechselte er nach Berlin an die Hochschule für Musik und spielte dort am 2. Oktober ein erfolgreiches Konzert mit dem Blüthner-Orchester unter der Leitung von Edmund von Strauß.
Es folgte eine rege Konzerttätigkeit im In- und Ausland, unter anderem auch vor dem englischen König Georg V. Ab 1924 konzentrierte er sich auf den Bereich der Unterhaltungsmusik. Mit seinem „Orchester ohne Noten“ spielte er in den führenden Kaffeehäusern der Zeit wie dem Café Vaterland in Berlin, dem Café Wien am Ring in Köln, dem Hamburger Alsterpavillon, dem Grand Hotel in Den Haag, dem Café Winke’s in Amsterdam u. a. 1935 übernahm er die Musiker und das Repertoire des Orchesters des nach Belgien emigrierten jüdischen Musikers Michael Schugalté. In seinen vor allem für Salonorchester geschriebenen Kompositionen griff er wie Schugalté gern auf Volksmusik verschiedener Länder zurück und gab den Stücken entsprechende Titel wie „Ungarisch“, „Russisch“, „Rumänisch“, „Schottisch“, „Arabisch“ u. a. Ab 1942 erschienen die Stücke beim Musikverlag Ries & Erler in Berlin, wurden von Schallplattengesellschaften wie Electrola, Odeon, Columbia und Deutsche Grammophon aufgenommen und im Rundfunk gesendet.
Gegen Ende des Zweiten Weltkriegs wurde Knümann nach Quedlinburg evakuiert. 1949 ging er nach Westdeutschland. Dort arbeitete er weiter als Unterhaltungsmusiker und kümmerte sich um die Drucklegung seiner Stücke, bevor er 1952 mit 57 Jahren verstarb.
Der musikalische Nachlass Knümanns befindet sich im Deutschen Komponistenarchiv in HELLERAU – Europäisches Zentrum der Künste Dresden.

## Werke
- Außenseiter (Das gebackene Hühnchen) Berlin 1942
- Ich hab ein Lieb im fernen Land, Berlin 1943
- Ungarisch, Berlin 1943
- Vögleins Sehnsuchtslied, Berlin 1944
- Bergmannsleben, Berlin 1950
- Klänge am Rhein, Berlin 1950
- Arabisch, Berlin 1950
- Czardas I., Berlin 1950
- Czardas II., Berlin 1951
- Italienische Serenade, Recklinghausen 1951
- Russisch, Berlin 1951
- Rumänisch, Berlin 1951
- Balkan, Berlin 1952
- Schottisch, Berlin 1954
- Slawisch, Berlin 1955
- Erotische Suite (Suite der Liebe), Recklinghausen 1958
- Zwischen zwei Flüssen, Berlin 1961